# Richard Newport (1er baron Newport)
Richard Newport, 1er baron Newport (7 mai 1587 - 8 février 1651) est un propriétaire terrien et homme politique anglais qui siège à la Chambre des communes à plusieurs reprises entre 1614 et 1629. Il soutient la cause royaliste pendant la guerre civile anglaise et est créé baron Newport en 1642.

## Biographie
Newport est le fils de Francis Newport de High Ercall et de Beatrix Lacon, fille de Rowland Lacon,,. Il fait ses études au Brasenose College d'Oxford de 1604 à 1607 et obtient un baccalauréat ès arts. En 1614, il est élu député du Shropshire. Il est élu député de Shrewsbury en 1621. En 1624, il est de nouveau élu député du Shropshire et réélu en 1625, 1626 et 1628. Il siège jusqu'en 1629, date à laquelle le roi Charles décide de gouverner sans parlement pendant onze ans. Il est nommé haut shérif du Shropshire pour 1626–27.
En 1642, Newport fournit au roi Charles Ier d'Angleterre la somme de 6000 £ en échange d'une baronnie, lui permettant d'utiliser l'artillerie dans la bataille d'Edgehill et est élevé à la pairie d'Angleterre en tant que baron Newport, de High Ercall, dans le comté de Salop le 14 octobre, après avoir été fait chevalier à Theobalds House dans le Hertfordshire en 1615. Il a également fortifié sa maison de campagne, High Ercall Hall, et l'a rendue disponible en tant que bastion et garnison royalistes. Pendant le siège de High Ercall Hall, la maison est gravement endommagée et finalement capturée par les forces parlementaires en 1646. Après l'exécution du roi en 1649, Newport s'enfuit en France.

## Famille
Newport épouse, avant 1615, Rachel Leveson (décédée le 31 janvier 1661) fille de John Leveson (21 mars 1555 - 14 novembre 1615) et sœur de Richard Leveson (1598-1661), et ils ont trois fils et quatre filles. Newport meurt à l'âge de 63 ans à Moulins-en-Tonnerrois et est remplacé dans la baronnie par son fils aîné Francis. Son deuxième fils Andrew Newport (en) est un courtisan et membre du Parlement.